# Bicolorana bicolor
Espèce
Bicolorana bicolor, la decticelle bicolore, est une espèce de sauterelles de la famille des Tettigoniidae.

## Dénominations
Actuellement, la decticelle bicolore s'appelle Bicolorana bicolor (Philippi, 1830) ou Bicolorana (Bicolorana) bicolor (Philippi, 1830).

Ancien nom : Metrioptera bicolor (Philippi, 1830) ou Metrioptera (Bicolorana) bicolor (Philippi, 1830) si on insère le sous-genre Bicolorana.

## Distribution
Cette espèce de decticelles se rencontre dans toute l'Europe occidentale, sauf la moitié ouest de la France et la Hollande. Présente dans le sud-est de la Belgique.

## Observation
La femelle sur la photo de droite est atypique : tache foncée au-dessus de l'œil et bord inférieur du lobe latéral du pronotum clair : ces deux caractères se rencontrent plutôt chez la decticelle bariolée (Roeseliana roeselii). Des sites où les deux espèces cohabitent sont connus, des investigations génétiques pourraient résoudre le problème (simple variation ou hybridation?).

## Description

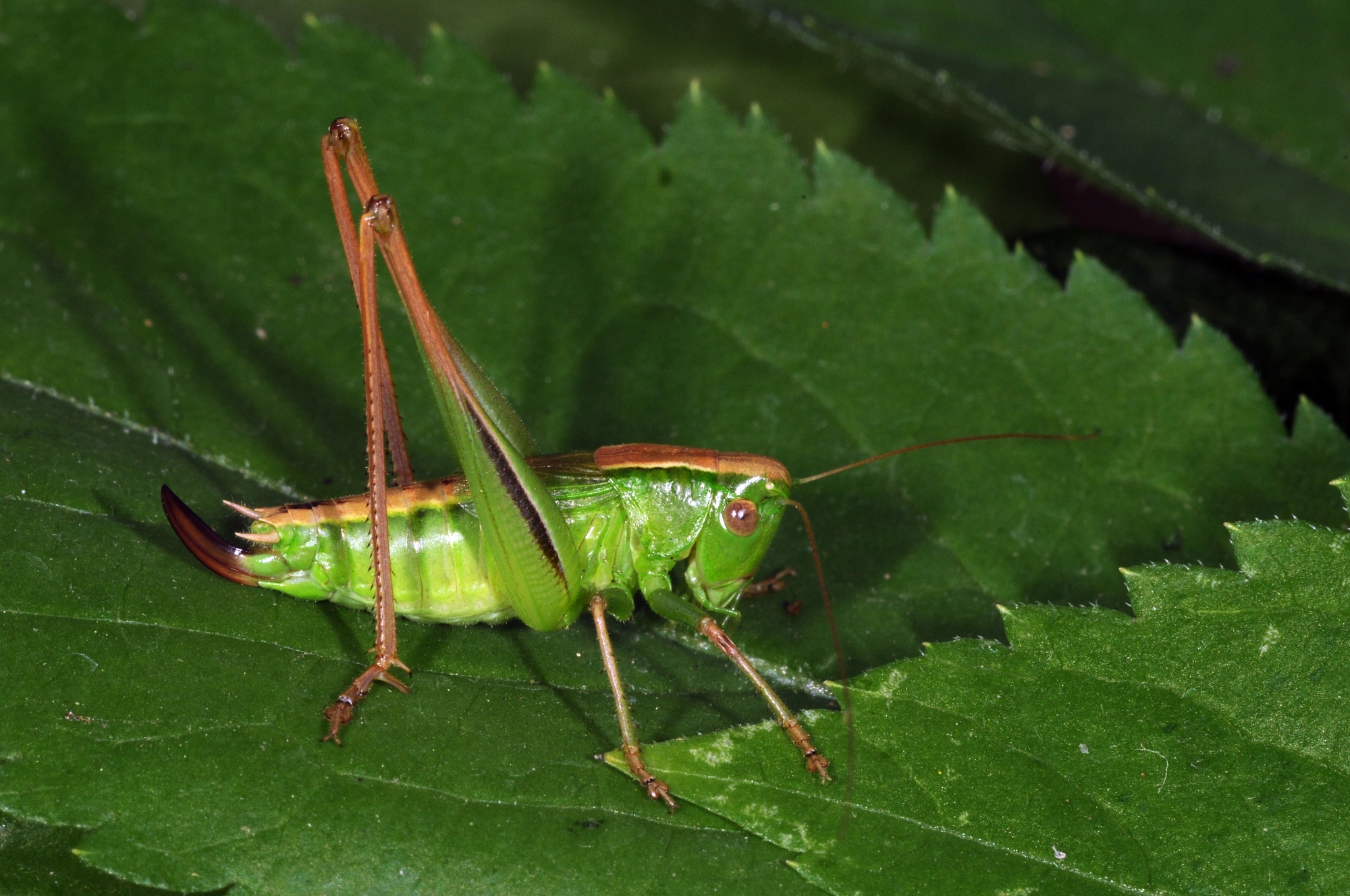
Bicolorana bicolor - femelle.

Le corps mesure de 15 à 18 mm, soit à peu près la même taille que celui de la decticelle bariolée et de la decticelle des bruyères (Metrioptera brachyptera). La couleur dominante est le vert pâle ; le dessus de la tête, la partie dorsale du pronotum, les ailes, le dessus de l'abdomen sont brun clair. Il en résulte un camouflage performant dans ses biotopes là où se mêlent des feuilles vertes et d'autres sèches. Certains individus peuvent être entièrement bruns.
Normalement l'espèce est brachyptère (ailes un peu moins longues que la moitié de l'abdomen chez la femelle, un peu plus développées chez le mâle, stridulation oblige), mais on trouve parfois des spécimens macroptères. L'oviscapte de la femelle, plus court que chez les deux espèces citées, est courbé et mesure de 5 à 6 mm ; les cerques du mâle sont dentés à leur extrémité.

## Habitat
Thermophile, elle affectionne les hautes herbes des prairies sèches, parfois aussi les champs voisins (de colza notamment).

## Comportement et stridulation
Localement abondante dans ses biotopes, la decticelle bicolore est cependant en net retrait dans le nord de son aire de répartition, l'adulte apparaît de juillet à septembre.
Le chant, si la température est basse, est constitué de notes distinctes qui se fondent en un bruit continu quand la température augmente. Il est audible à plusieurs mètres de distance.